# Guasaganda
Guasaganda ist eine Ortschaft und eine Parroquia rural („ländliches Kirchspiel“) im Kanton La Maná der ecuadorianischen Provinz Cotopaxi. Die Parroquia besitzt eine Fläche von 248,23 km². Die Einwohnerzahl lag im Jahr 2010 bei 3908.

## Lage
Die Parroquia Guasaganda liegt an der Westflanke der Cordillera Occidental im Westen der Provinz Cotopaxi. Das Gebiet hat eine Längsausdehnung in Ost-West-Richtung von 18 km sowie eine mittlere Breite von 13 km. Das Gebiet wird im Norden vom Río Quindigua und im Süden vom Río Chiquinquira begrenzt. Im Osten erhebt sich der 3219 m hohe Cerro Patalo. Im Südwesten reicht das Gebiet bis auf eine Höhe von 290 m hinab. Der 500 m hoch gelegene Hauptort Guasaganda befindet sich 17 km nordnordöstlich vom Kantonshauptort La Maná. Eine 17 km lange Nebenstraße verbindet Guasaganda mit der weiter südlich verlaufenden Fernstraße E30 (Quevedo–Latacunga).
Die Parroquia Guasaganda grenzt im Norden an die Parroquia Pucayacu, im Osten und im Südosten an die Parroquias Sigchos und Chugchilán (beide im Kanton Sigchos), im Süden an die Parroquia El Tingo (Kanton Pujilí), im Südwesten an das Municipio von La Maná sowie im Nordwesten an die Provinz Los Ríos mit dem Kanton Valencia.

## Orte und Siedlungen
In der Parroquia gibt es folgende Barrios: Guasaganda Centro (Primavera – Los Rosales), Floripondio, Yanayacu, El Huerto, Los Pachacos, La Nueva Unión und El Recreo. Ferner gibt es folgende Recintos: San Cristóbal, El Tigre, El Copal, Capilla Chico, Cooperativa 21 de Noviembre, La Playa, San Antonio de Guasaganda, El Triunfo – Las Palmas, San Vicente de Tingos, Cooperativa Guasaganda, Salento, Juan Cobo, Los Laureles de Guasaganda, El Tesoro, La Josefina und La Florida.

## Bevölkerung
In El Triunfo betrachten sich 30 Prozent der Bevölkerung als Indigene, in Capilla Chico 40 Prozent sowie in San Antonio 50 Prozent.

## Geschichte
Die Parroquia Guasaganda wurde am 25. Mai 1976 im Kanton Pujilí gegründet. Davor gehörte das Gebiet zur Parroquia Chugchilán. Am 19. Mai 1986 wurde die Parroquia Guasaganda Teil des neu geschaffenen Kantons La Maná.

## Ökologie
Der Osten der Parroquia liegt innerhalb der Reserva Ecológica Los Ilinizas.